# KOBE PiTaPa
KOBE PiTaPa（こうべピタパ）は、神戸市交通局・神戸新交通・山陽電気鉄道・神戸電鉄の4社局と神戸市で構成される「KOBEカード協議会」がスルッとKANSAIと提携して発行するPiTaPaカードである。

## 概要
クレジットカードの機能を有するものは、三井住友カード及びトヨタファイナンス（TS CUBICカード）がそれぞれ発行し、国際ブランドは前者がVISA、後者がMasterCardである。カードのデザインは、海から見たメリケンパークになっている。
また、阪急阪神カードとポイントサービスで提携したクレジットカードの機能を有していない「KOBE PiTaPa STACIA NCカード」も発行されている。
KOBE PiTaPaにIC定期券を印字する部分がある場合は、IC定期券を利用する事ができる。印字する部分がない場合は、切り替える必要がある。
2010年9月30日までは神戸高速鉄道も協議会に参加していたが、翌10月1日の同社の運営形態の変更に伴い協議会を脱退し、阪急阪神カードの「STACIAカード」に移行した。また、2020年5月31日までは北神急行電鉄も協議会に参加していたが、同日限りで第二種鉄道事業者としての運行を終了（神戸市交通局に移管）したため、同じく協議会を脱退している。
2020年3月31日、会員数が減少傾向にあり、今後サービスの維持が難しくなることを理由に、2021年3月2日以降、KOBE PiTaPaの新規発行および更新カード発行が停止されることが発表された。同日以降にカードの有効期限が満了になり次第、KOBE PiTaPaから提供される（クレジットカードとしての機能を含めた）すべての機能が提供終了となる。PiTaPa機能（定期券を含む）については各利用者で任意に他のPiTaPaカードへ切り替える手続きを要するが、クレジットカード機能について、三井住友カードやTOYOTA TS CUBICカードのプロバーカードへの切り替えが案内されるかは不明。

## 主なサービス

### 優待サービス
複数の鉄道事業者と神戸市が共同で運営しているため、サービスの範囲が広いのが特徴であり、提示優待サービスの施設数も多い。主にレストランなどの飲食店でサービスを受けられるが、神戸市関連施設の入場・入館料が割引になるサービスも用意されている（特別展も含む）。なお、神戸市内で対応している施設が存在していないのは東灘区のみである。

### KOBEポイント
神戸市内の一部店舗で買い物や飲食をしてクレジット決済をすると、利用額に応じてKOBEポイントが進呈される。店によっては進呈ポイントが2倍になっている。もちろん、ポイントが一定以上貯まると神戸ならではの景品に交換する事もできる。

### STACIAポイント
「KOBE PiTaPa STACIA NCカード」は優待サービス他KOBEポイントに対応していない代わりに、「阪急阪神ポイントサイト」に会員登録すると、「STACIAポイント」が利用できる。

### 独自サービス
神戸市も参加しているからこそ計画されている。公共施設の利用など、生活の様々な場面で便利な機能を搭載するプランが立ち上がっている。

## キャラクター
KOBE PiTaPaオリジナルのマスコットキャラクターが存在する。名前は、「ピットン」と「パタピー」の2体組で、体のサイズは「ピットン」の方が大きく、「ピットン」が主で「パタピー」が従のようなポジションになっている。「パタピー」は鳥をモチーフにしている。